# Ben Carbine & the 18-Wheelers
Ben Carbine & the 18-Wheelers är ett countryband från Skellefteå som ligger på skivbolaget A West Side Fabrication. De vann Country-SM 2009 och har därefter nominerats flera gånger. Bandet har spelat på festivaler i Sverige och utomlands.

## Medlemmar
Nuvarande medlemmar
Samtliga medlemmar har ett nom de guerre.
- Freddie Dakota (Fredrik Marklund) – piano, dobro, mandolin
- Edie-Lou Colter (Ida Bodin) – sång
- Urban Bourbon (Urban Berggren) – fiol
- Steve Dustriver - (Stefan Grenholm) – gitarr
- Dexter Jennings (Jonas Bodin) – sång
- Sam Terry (Fredrik Dernebo) – basgitarr
- Trent Stiller (Johan Ögren) – gitarr
- Mike Roufone (Michael Bergvall) - steel
- Andy Drowner (Andreas Persson) – trummor

Tidigare medlemmar+vikarier
- Lance Womack (Benjamin Åkerlund) -sång/gitarr
- Cousin Steve (Stefan Gellin) - trummor
- Buck Bundy (André Ahlard) - bas
- Clay Cohones (Micke Gustafsson) - piano
- Rusty Steelburgh (Peter Ivansson) - steel
- Billy TT Justice (Jonas Ershammar) - trummor
- Brett Schneider (Hans Ericsson) - gitarr
- Matt Newhill (Mattias Nyberg) - piano
- Betty Spaghetti () -  fiol
- Tennessee Mark (Markus Nyström) - trummor
- Peter Humbucker (Peter Jonsson) - gitarr

## Diskografi
Album
- 2010 – Six Pack Shy

Singlar
- 2011 – Someone You’d Leave
- 2013 – Love on Trial
- 2014 – That’s What Our Country’s All About[5]
- 2017 – Dixie Heart
- 2020 – Joey Moroney (Gerry Madigan)
- 2020 – While Time Flies Away
- 2020  – Wide Open Highway
- 2021 – Rollercoaster

De medverkar också på samlingarna:
- A West Side Fabrication Plays Covers #3 (2016)
- Mr Music Country 5 (2011)
- On The Road – Country Music Drivin´Songs – Vol 1 (2011)
- Mr Music Country 10 (2010)